# Zbor frînt
Zbor frânt este un roman scris de autorul basarabean Vladimir Beșleagă și publicat pentru prima dată în anul 1966. Considerată una dintre cele mai importante opere ale literaturii basarabene, cartea explorează drama interioară a unui tânăr confruntat cu suferința fizică și psihologică.

## Rezumat
Romanul este scris sub forma unui jurnal și prezintă povestea lui Andrei Țurcanu, un tânăr talentat care suferă un accident grav, rămânând cu un handicap ce îi afectează profund viața. Pe măsură ce își documentează gândurile și emoțiile, Andrei se confruntă cu sentimente de neputință, izolare și suferință interioară. Lumea din jurul său îi oferă puțină înțelegere, iar acesta încearcă să găsească sensul propriei existențe.

## Teme și motive
- Destinul frânt – Titlul sugerează o viață promițătoare care este brusc schimbată de un eveniment tragic.
- Lupta interioară – Personajul principal își analizează suferința și încearcă să o depășească.
- Izolarea – Andrei se simte singur în fața unei societăți care nu îi oferă sprijin emoțional.
- Critica socială – Cartea reflectă lipsa de empatie a societății față de cei vulnerabili.

## Context și impact
Romanul a fost bine primit atât de critici, cât și de cititori, fiind considerat un reper al literaturii din Republica Moldova. Beșleagă folosește un stil introspectiv, aducând o perspectivă profundă asupra suferinței umane.
Zbor frânt rămâne o operă de referință, abordând teme universale despre destin, fragilitatea visurilor și impactul suferinței asupra psihicului uman.